# Japón en los Juegos Olímpicos de Pekín 2008
Japón estuvo representado en los Juegos Olímpicos de Pekín 2008 por un total de 332 deportistas que compitieron en 31 deportes.  
La portadora de la bandera en la ceremonia de apertura fue la jugadora de tenis de mesa Ai Fukuhara.

## Medallistas
El equipo olímpico japonés obtuvo las siguientes medallas:
| Nombre                                                                                      | Deporte               | Competición                  |
| ------------------------------------------------------------------------------------------- | --------------------- | ---------------------------- |
| Oro                                                                                         |                       |                              |
| Masato Uchishiba                                                                            | Judo                  | –66 kg M                     |
| Satoshi Ishii                                                                               | Judo                  | +100 kg M                    |
| Ayumi Tanimoto                                                                              | Judo                  | –63 kg F                     |
| Masae Ueno                                                                                  | Judo                  | –70 kg F                     |
| Saori Yoshida                                                                               | Lucha libre           | 55 kg F                      |
| Kaori Icho                                                                                  | Lucha libre           | 63 kg F                      |
| Kosuke Kitajima                                                                             | Natación              | 100 m braza M                |
| Kosuke Kitajima                                                                             | Natación              | 200 m braza M                |
| Equipo                                                                                      | Sóftbol               | Torneo F                     |
| Plata                                                                                       |                       |                              |
| Naoki Tsukahara Shingo Suetsugu Shinji Takahira Nobuharu Asahara                            | Atletismo             | 4 × 100 m M                  |
| Yuki Ota                                                                                    | Esgrima               | Florete ind. M               |
| Kohei Uchimura                                                                              | Gimnasia artística    | Concurso completo ind. M     |
| Takehiro Kashima Takuya Nakase Makoto Okiguchi Koki Sakamoto Hiroyuki Tomita Kohei Uchimura | Gimnasia artística    | Concurso completo por eqs. M |
| Maki Tsukada                                                                                | Judo                  | +78 kg F                     |
| Tomohiro Matsunaga                                                                          | Lucha libre           | 55 kg M                      |
| Kenichi Yumoto                                                                              | Lucha libre           | 60 kg M                      |
| Chiharu Icho                                                                                | Lucha libre           | 48 kg F                      |
| Bronce                                                                                      |                       |                              |
| Kiyofumi Nagai                                                                              | Ciclismo en pista     | Keirin M                     |
| Ryoko Tani                                                                                  | Judo                  | –48 kg F                     |
| Misato Nakamura                                                                             | Judo                  | –52 kg F                     |
| Kyoko Hamaguchi                                                                             | Lucha libre           | 72 kg F                      |
| Reiko Nakamura                                                                              | Natación              | 200 m espalda M              |
| Takeshi Matsuda                                                                             | Natación              | 200 m mariposa M             |
| Junichi Miyashita Kosuke Kitajima Takuro Fujii Hisayoshi Sato                               | Natación              | 4 × 100 m estilos M          |
| Saho Harada Emiko Suzuki                                                                    | Natación sincronizada | Dúo F                        |